# انجمن اقتصاد ایران
انجمن اقتصاد ایران (انجمن اقتصاددانان ایران) با هدف بالا بردن و گسترش دانش اقتصاد، بهبود کیفیت آموزش علوم اقتصادی، توسعه تحقیقات اقتصادی و کمک عملی به حل مسائل اقتصادی کشور در مرداد ماه ۱۳۵۱(شمسی) تأسیس شد. هم‌اکنون یعقوب اندایش عضو هیئت علمی اقتصاد دانشگاه شهید چمران اهواز رئیس این انجمن می‌باشد.

## تاریخچه
در اواخر سال ۱۳۵۰، پس از تشکیل وزارت علوم و آموزش عالی و شروع برنامه‌هایی برای حمایت و تشویق از فعالیت‌های علمی در کشور، عده‌ای از استادان اقتصاد و اقتصاددانان ایران درصدد برآمدند یک انجمن علمی به منظور فعالیت در زمینه علوم اقتصادی به وجود بیاورند. برای این منظور و اطلاع از چگونگی حمایت وزارت علوم و آموزش عالی از چنین فعالیتی به آن وزارتخانه و دفتر روابط و همکاری‌های دانشگاهی آن مراجعه کردند و در مقابل پرسش خود اطلاع یافتند که اگر عده‌ای از اقتصاددانان اقدام به تأسیس یک انجمن علمی در زمینه علوم اقتصادی کنند، از تأیید و حمایت وزارت علوم و آموزش عالی برخوردار خواهند بود. در آن دوران، حسین کاظم‌زاده، وزیر علوم و آموزش عالی وقت توجه و پشتیبانی ویژه‌ای به تأسیس انجمن‌های علمی کرد.
به پیشنهاد این هیئت وزارت علوم و آموزش عالی از دانشگاه‌ها و موسسات عالی آموزشی و همچنین از موسسات اقتصادی دولتی و خصوصی مانند سازمان برنامه و بودجه، بانک مرکزی ایران، بانک ملی ایران، وزارت دارایی، وزارت اقتصاد، اتاق صنایع و بازرگانی ایران و سایر بانک‌ها و موسسات اقتصادی تقاضا کرد در صورت تمایل اقتصاددانان آن موسسات به شرکت در تأسیس انجمن اقتصاددانان ایران، یک نماینده از بین اقتصاددانان آن وزارتخانه یا مؤسسه برای تأسیس هیئت مؤسس معرفی و اعزام دارند. انجمن اقتصاددانان ایران که به کمک ۲۰ نفر نمایندگان دانشگاه‌ها و موسسات آموزش عالی، وزارتخانه‌ها و سازمان‌های دولتی و موسسات بخش خصوصی و با همکاری وزارت علوم و آموزش عالی در مردادماه ۱۳۵۱ تأسیس و اساسنامه آن تصویب شد، پس از نزدیک به دو سال پیگیری اعضای هیئت اجرایی موقت در شهریور ۱۳۵۳ تحت شماره ۱۴۲۵ به ثبت رسید و فعالیت خود را با تشکیل اولین کنگره در دی‌ماه همان سال آغاز کرد.
اولین جلسه هیئت مؤسس انجمن اقتصاددانان ایران در هشتم مرداد ۱۳۵۱ تشکیل شد. هیئت مؤسس عبارت بودند از منوچهر آگاه، عبدالشکور زنوزی، حسین صاحب، حسین مؤتمن، حسین پیرنیا، هادی صمدی، احمدعلی شیبانی، امان‌الله مهاجرایروانی، مهدی پرهام، هوشنگ شجری، محسن فردی، باقر قدیری‌اصل، سیدمهدی صحرائیان، علی‌محمد بنکدارپور، ضیاءالدین هیئت، هوشنگ قدس، فریدون تفضلی، امین عالیمرد، علی رشیدی و محمود منتظر ظهور.
بر اساس تصمیم اعضای هیئت مؤسس در این جلسه آقایان: دکترحسین پیرنیا، دکترضیاءالدین هیئت، دکترباقر قدیری‌اصل، دکترحسین مؤتمن، دکتر علی رشیدی را به عنوان اعضای هیئت اجرایی موقت انجمن اقتصاددانان ایران انتخاب کردند.
در اساسنامه، انجمن اقتصاددانان ایران، یک انجمن علمی و غیرسیاسی و غیرانتفاعی معرفی شده که به منظور بالا بردن و گسترش دانش اقتصاد در کشور و بهبود آموزش اقتصادی و توسعه تحقیقات اقتصادی و کمک علمی به حل مسائل اقتصادی کشور تأسیس شده است. وظایف آن به‌طور دقیق ایجاد و تحکیم روابط علمی و تبادل نظر بین اقتصاددانان ایران و افزودن دانش و اطلاعات آن با نشر تازه‌ترین پیشرفت‌های علوم اقتصادی و بهبود آموزش علوم اقتصادی در دانشگاه‌ها و موسسات عالی آموزشی، جمع‌آوری اطلاعات و نشریات اقتصادی دربارهٔ کشور و چاپ و نشر جزوات و رسالات و مجلات حاوی پیشرفت‌های علمی و تحقیقات اقتصادی و کمک علمی به دستگاه‌های دولتی و خصوصی در کارهای برنامه‌ریزی و معرفی کارشناسان اقتصادی به موسسات خصوصی و عمومی تحقیقاتی است.
انجمن در نخستین گام، پنج نفر را به عضویت در «هیئت اجرایی موقت» انتخاب کرد که این افراد مأمور ثبت اساسنامه و دعوت به مجمع عمومی آن شدند. هیئت اجرایی جریان‌های قانونی مربوط به ثبت انجمن را تعقیب کرد و انجمن به صورت یک انجمن علمی و غیرانتفاعی به ثبت رسید و آگهی آن در روزنامه رسمی کشور منتشر شد و هیئت اجرایی موقت به وسیله آگهی از اقتصاددانان کشور خواست فرم مربوط به درخواست عضویت را پر کرده و به دفتر انجمن بفرستند.
هیئت اجرایی نیز از تمامی دانشگاه‌ها و موسسات آموزش عالی و موسسات اقتصادی دولتی و خصوصی خواست اسامی اقتصاددانان شاغل در آن موسسات را که واجد شرایط مزبور باشند، به انجمن ارسال دارند و پس از وصول صورت اسامی این اشخاص دعوتنامه نخستین کنگره اقتصاددانان ارسال شد و در زمان برگزاری کنگره در بهمن‌ماه ۱۳۵۳، بیش از ۳۰۰ نفر عضویت انجمن را پذیرفته بودند.

## اهداف
هدف از تشکیل این انجمن، بالا بردن و گسترش دانش اقتصاد، بهبود کیفیت آموزش علوم اقتصادی، توسعه تحقیقات اقتصادی و کمک عملی به حل مسائل اقتصادی کشور بود. اقدامات و فعالیت‌های انجمن که در اساسنامه نیز عنوان شده، عبارت است از:
· ایجاد و تحکیم روابط علمی و تبادل نظر بین اقتصاددانان ایران
· کوشش در افزودن دانش و اطلاعات اقتصاددانان و آشنا ساختن آن با تازه‌ترین پیشرفت‌های علوم اقتصادی
· همکاری با وزارت فرهنگ و آموزش عالی و دانشگاه‌ها و موسسات آموزش عالی برای ارزیابی مستمر و تجدید نظر در برنامه‌های آموزشی موجود کتب درسی مربوط به علوم اقتصادی به منظور بهبود آموزش علوم اقتصادی در دانشگاه‌ها و موسسات آموزش عالی
· همکاری و مشاوره در زمینه تعیین نوع و مشخصات مشاغل اقتصادی در کشور و شرایط و ضوابط احراز مشاغل مذکور
· ایجاد مرکزی برای جمع‌آوری اطلاعات و نشریات اقتصادی
· کمک به دستگاه‌های دولتی و خصوصی در حل مسائل اقتصادی یا انجام بررسی‌های مورد نیاز آنها طبق درخواست از طریق معرفی کارشناسان اقتصادی و موسسات تحقیقاتی اقتصادی
· تشکیل سمینارها و کنفرانس‌های علمی و آموزشی
· تجلیل و قدردانی از اقتصاددانانی که به پیشرفت علم اقتصاد و سایر هدف‌های انجمن کمک ارزنده‌ای کرده‌اند.
· چاپ و نشر کتب، جزوات و مجلات حاوی پیشرفت‌های علمی و تحقیقات اقتصادی و همکاری با سازمان‌های دولتی و خصوصی در زمینه تألیف، ترجمه و نشر کتب اقتصادی
· ایجاد روابط علمی با مجامع اقتصادی بین‌المللی و انجمن‌های اقتصاددانان سایر کشورها
· معرفی کتب، نشریات و تحقیقات اقتصادی ارزنده
· شناساندن ماهیت و اهمیت علوم اقتصادی به مردم و تشویق جوانان به فراگیری این علوم در حدود احتیاجات کشور
· همکاری با وزارت فرهنگ و آموزش عالی در زمینه ارزشیابی مدارک تحصیلی و تخصصی مربوط به رشته‌های علوم اقتصادی

## برگزاری نخستین کنگره اقتصاددانان
در سال ۱۳۵۳، هیئت اجرایی انجمن مأمور شد طبق اساسنامه، مجمع عمومی را تشکیل دهد و همچنین در اجرای اهداف انجمن و برای شروع بحث علمی در مهم‌ترین مسائل اقتصادی روز ایران و جهان اولین کنگره اقتصاددانان ایران را برگزار کند. پس از بحث و تبادل نظر در هیئت اجرایی و هیئت مؤسس، هفت مسئله مهم اقتصادی برای بحث در این کنگره انتخاب شد. روز ۲۹ دی‌ماه ۱۳۵۳ را می‌توان یک روز تاریخی برای اقتصاددانان ایرانی دانست. در این روز و در هتل آریا (شرایتون سابق) «اولین کنگره انجمن اقتصاددانان ایران» با شرکت تمامی اعضای انجمن و نمایندگان وزارت علوم و آموزش عالی که در جلسات کنگره شرکت کرده بودند، رسماً کار خود را آغاز کرد.
روز اول بهمن‌ماه، پس از سه روز سخنرانی به مناسبت برگزاری کنگره اقتصاددانان، انتخابات آغاز شد و «ابتدا هیئت اجرایی موقت انجمن شامل آقایان دکترحسین پیرنیا، دکتر باقر قدیری‌اصل، دکتر حسین مؤتمن، دکتر ضیاءالدین هیئت و دکتر علی رشیدی گزارش چگونگی فعالیت‌های هیئت اجرایی موقت را از زمان قبول مسوولیت تا انعقاد اولین کنگره مخصوصاً در زمینه مشکلات ثبت انجمن و تشکیل کنگره به اطلاع حضار رساندند و سپس طبق مقررات اساسنامه استعفای جمعی خود را تقدیم کردند».
مجمع عمومی پس از تصویب اساسنامه و گزارش هیئت اجرایی اعلام تنفس کرد. پس از تشکیل مجدد جلسه مجمع عمومی در ساعت ۱۱ صبح ابتدا خانم مهین کاتبی مدیرکل دفتر روابط و همکاری‌های دانشگاهی وزارت علوم و آموزش عالی دربارهٔ نحوه انجام انتخابات در انجمن‌های علمی کشور سخن گفت و ضرورت انتخاب هیئت نظارت بر انتخابات را متذکر شد. سپس آقایان دکتر زارع زادگان، دکتر وحیدی، دکتر ناهید و دکتر هروی علاوه بر خانم کاتبی به عنوان اعضای هیئت نظارت بر انتخابات انتخاب شدند. پس از آن اعلام نام کاندیداها آغاز شد. ۱۰ نفر آقایان دکتر حسین پیرنیا، دکتر منوچهر آگاه، دکتر منوچهر فرهنگ، دکتر باقر قدیری‌اصل، دکتر علی‌محمد بنکدارپور، دکتر غلامرضا فرزانه، دکتر پرویز پارسا، دکتر ضیاءالدین هیئت، دکتر محسن فردی و دکتر علی رشیدی کاندیدا بودن خود را اعلام داشته بودند. پس از تمام شدن معرفی کاندیداها، دبیرخانه انجمن لیست اعضای پیوسته انجمن را که تا تاریخ تشکیل کنگره عضویت آنها قطعی شده بود، در اختیار مجمع گذاشت و توزیع کارت شرکت در انتخابات بین ۹۰ نفر اعضای واجد شرایط آغاز شد. پس از اخذ رای و شمارش آرا، توسط هیئت نظارت بر انتخابات، نتیجه انتخابات هیئت اجرایی انجمن اقتصاددانان ایران اعلام شد و به امضای هیئت نظارت بر انتخابات رسید.
با توجه به نتایج به‌دست‌آمده، هفت نفر به عنوان هیئت اجرایی انجمن برای مدت دو سال انتخاب شدند. اخذ رای برای انتخاب بازرس اصلی و علی‌البدل ضمن اخذ رای برای انتخاب اعضای هیئت اجرایی، دکتر ضیاءالدین هیئت با ۶۰ رای و آقای دکتر صحرائیان با ۳۵ رای به ترتیب به عنوان بازرس اصلی و بازرس علی‌البدل انتخاب شدند. دکتر منوچهر آگاه کمی پس از انتخابات کتباً استعفای خود را اعلام کرد، هیئت اجرایی انجمن با شرکت شش عضو تشکیل جلسه داد و دکتر حسین پیرنیا به سمت ریاست هیئت اجرایی، دکتر علی رشیدی به سمت دبیرکل انجمن و دکتر غلامرضا فرزانه‌پور به سمت خزانه‌دار انجمن انتخاب شدند.

## روسای انجمن
دکتر حسین پیرنیا و دکتر منوچهر فرهنگ را بانیان اصلی «انجمن اقتصاددانان ایران» می‌دانند. دکتر حسین پیرنیا نخستین رئیس انجمن در سال اول فعالیت بود و سپس دکتر فرهنگ تا پایان عمر به عنوان رئیس انجمن انجام وظیفه کرد. این دو نفر، نقشی بی‌بدیل در ایجاد و اداره انجمن اقتصاددانان ایران داشته‌اند.
حسین پیرنیا در سال ۱۲۹۲ در تهران زاده شد. در شهریور ۱۳۱۱، جزو پنجمین گروه یک‌صدنفری محصلان اعزامی، رهسپار فرانسه شد. در آنجا نخست دوره ریاضیات ویژه را طی کرد و سپس برای تحصیل به پلی‌تکنیک رفت. پس از اتمام دوره پلی‌تکنیک، برای ادامه تحصیل، راهی انگلستان شد و چند سال در مکتب اقتصاددان بلندآوازه انگلیسی «جان مینارد کینز» به تلمذ پرداخت و سرانجام پس از اخذ درجه دکترا در اقتصاد، در سال ۱۳۱۷ به کشور بازگشت. پیرنیا پس از مراجعت به ایران، علاوه بر تدریس در دانشکده حقوق تهران و «دبیرستان دارایی» (وابسته به وزارت دارایی) به مناصب و مقامات مهمی اشتغال یافت و از آن جمله مدت‌ها مسئولیت اداره کل نفت و نیز معاونت وزارت دارایی را برعهده داشت.
وی در بنیان‌گذاری موسسات آموزش عالی و مراکز پژوهشی نیز فعالیت سازنده و خلاق داشت، از آن جمله در سال ۱۳۳۹ «مؤسسه تحقیقات اقتصادی» را در دانشکده حقوق و علوم سیاسی و اقتصادی دانشگاه تهران بنیان گذاشت و شمار زیادی از محققان کشور را گرد آورد و به انتشار مجله «تحقیقات اقتصادی» و همچنین به ترجمه و تألیف چند کتاب اقتصادی همت گمارد. هفت سال بعد در سال ۱۳۴۶، اولین دانشکده اقتصاد را در ایران پایه‌گذاری کرد. در سال ۱۳۵۰ «مدرسه عالی ریاضیات و مدیریت اقتصادی کرج» را تأسیس کرد و یک سال بعد، به کمک برخی از اقتصاددانان کشور، «انجمن اقتصاددانان ایران» را بنا نهاد. پیش از آنکه حسین پیرنیا موفق به راه‌اندازی دانشکده اقتصاد دانشگاه تهران شود، آکادمی اقتصاد در ایران مستقل نبود و هم‌پوشانی زیادی با برخی دیگر از علوم انسانی از جمله سیاست و حقوق داشت. به گونه‌ای که در سال‌های ۱۳۱۳ تا ۱۳۳۳ دانشجویان اقتصاد، سیاست و حقوق سر یک کلاس می‌نشستند و در این دوره ۳۰ساله، بسیاری از آموزش‌های اقتصادی با معیارهای امروز قابلیت اطلاق علم اقتصاد را نداشته است.
پس از سپری شدن این دوره، در نهایت نوبت ورود علم اقتصاد به دانشگاه رسید. دکتر پیرنیا کتاب ساموئلسون و دکتر فرهنگ کتاب کینز را ترجمه کردند؛ بنابراین ورود علم اقتصاد به دانشگاه‌های ایران خیلی طول کشید. اول دستگاه دولت راه افتاد و بعد از آن دانشگاه؛ یعنی دانشگاه به‌جای اینکه پیشتاز باشد، بعد از دولت به راه افتاد و به نوعی آخرین جایی بود که علم اقتصاد وارد آن شد.
پس از آنکه حسین پیرنیا موفق به راه‌اندازی دانشکده اقتصاد دانشگاه تهران می‌شود، رفته‌رفته علم اقتصاد در ایران ماهیتی مستقل پیدا می‌کند. حسین پیرنیا که نقشی غیرقابل انکار در هویت‌بخشی به آکادمی اقتصاد در ایران دارد، با ترجمه و تدریس دو کتاب مهم «ریاضیات برای اقتصاد» تألیف آلن و «اقتصاد» در دو جلد اثر پل ساموئلسون اتفاق خوشایندی در این روند به وجود آورد.
پس از این دوره تعدادی از فارغ‌التحصیلان جوان رشته اقتصاد که سابقه تحصیل در دانشگاه‌های بین‌المللی را دارند، وارد کشور شده و توسط پیرنیا برای تحقیق و تدریس به دانشکده تازه‌تاسیس دعوت می‌شوند. با ورود آنها آموزش دانشگاهی در ایران شکلی جدید به خود می‌گیرد. «انجمن اقتصاددانان ایران»، بازمانده دیگری از دکتر حسین پیرنیاست؛ انجمنی که نخستین و تنها سازمان علمی وابسته به اقتصاددانان ایرانی است. نخستین جرقه شکل‌گیری این انجمن در سال ۱۳۵۱ خورشیدی از سوی دکتر پیرنیا و دکتر منوچهر فرهنگ زده شد. دکتر منوچهر فرهنگ نیز در ۱۲۹۸ در بابل زاده شد. او را به واسطه نگارش کتاب فرهنگ علوم اقتصادی، دهخدای اقتصاد ایران می‌دانند. او پس از تحصیل دیپلم در ایران، از کشور فرانسه دکترای دولتی در اقتصاد دریافت کرد و کارهای مهمی در زمینه علم اقتصاد در ایران انجام داد که مهم‌ترین آن تدوین کتاب «فرهنگ علوم اقتصادی» است که تاکنون بیش از ۲۵ بار به چاپ رسیده است. علاوه بر آن، ۲۰ جلد کتاب نوشته یا ترجمه کرده که مهم‌ترین آن کتاب برنامه‌گذاری اقتصاد ایران، زندگی اقتصادی ایران و ترجمه کتاب تئوری عمومی بهره و پول جان مینارد کینز در سال ۱۳۴۹ بوده است.
فرهنگ در سال ۱۳۴۴ در دانشکده حقوق و علوم سیاسی دانشگاه تهران استخدام و بعد از تشکیل دانشکده اقتصاد در آن دانشگاه مشغول تدریس شد و سپس به دانشگاه ملی آن زمان (شهید بهشتی فعلی) منتقل شد و زمانی ریاست دانشگاه ملی ایران را بر عهده گرفت. فرهنگ در سال ۱۳۸۸ از طرف صداوسیما به عنوان چهره برتر اقتصاد در همایش اقتصاد و رسانه معرفی و تقدیر شد.
پس از ریاست حدود ۳۰ ساله دکتر منوچهر فرهنگ بر انجمن اقتصاددانان ایران، دکتر باقر قدیری اصلی استاد دانشکده اقتصاد دانشگاه تهران از سال ۱۳۸۸ تا سال ۱۳۸۹ رئیس این انجمن شد و پس از ایشان دکتر علی رشیدی استاد دانشکده اقتصاد دانشگاه تهران از سال ۱۳۸۹ تا سال ۱۳۹۳، دکتر حمید دیهیم استاد دانشکده اقتصاد دانشگاه تهران از سال ۱۳۹۳ تا آذرماه سال ۱۴۰۰ و از آذر ۱۴۰۰ تا کنون دکتر یعقوب اندایش استاد گروه اقتصاد دانشگاه شهید چمران اهواز و مشاور سابق معاونت رفاه اجتماعی رئیس این انجمن است.

## تغییر نام انجمن
مهم‌ترین اقدامی که از سال ۱۴۰۰ توسط هیئت مدیره جدید با ریاست دکتر یعقوب اندایش در انجمن انجام گرفت گرفتن مجوز علمی انجمن از کمیسیون انجمن‌های علمی ایران در وزارت علوم، تحقیقات و فناوری بود که برای اولین بار پس از انقلاب این مجوز را دریافت کرد. این مجوز اجازه فعالیت‌های علمی گسترده را به صورت رسمی به انجمن می‌دهد. جهت اخذ مجوز علمی نیاز بود نام انجمن و اساسنامه تغییر کند و در ۷ اسفند ۱۴۰۰ با تشکیل یک مجمع عمومی فوق‌العاده با تصویب اعضا نام انجمن به انجمن اقتصاد ایران تغییر یافت و اساسنامه به تیپ انجمن‌های علمی ایران درآمد و از این به بعد هیئت اجرایی به هیئت مدیره تغییر نام داد. مجدداً در ۳۰ فروردین ۱۴۰۱ بر اساس اساسنامه جدید انتخابات هیئت مدیره برگزار گردید و دکتر یعقوب اندایش به عنوان رئیس انجمن، دکتر فرشاد پرویزیان به عنوان نائب رئیس، دکتر قدرت اله امام وردی به عنوان دبیر و دکتر جعفر خیرخواهان، دکتر اسماعیل صفرزاده، دکترمیرحسین موسوی ودکتر شهریار نصابیان به عنوان اعضای اصلی هیئت مدیره و دکتر ایمان زنگنه و دکترمصطفی دین محمدی به عنوان اعضای علی‌البدل، دکتر امیررضا سوری بازرس قانونی و دکتر فهیمه بهرامی بازرس علی‌البدل انتخاب شدند.
از مهم‌ترین فعالیت‌های اخیرانجمن اظهار نظر در مورد مهم‌ترین مسائل کشور و مناسبتی، برگزاری آئین نکوداشت ۲۰۱ اقتصاددان بازنشسته کشور و گرامیداشت یاد و خاطره ۴۵ اقتصاددان فقید، درخواست پیگیری شائبه حذف فارغ التحصیلان اقتصاد از استخدام‌های دولتی و بیانیه‌های علمی متعددی است که در رسانه‌ها انتشار یافته است.
این انجمن از حمایت‌های اتاق بازرگانی، صنایع، معادن و کشاورزی ایران برخوردار است و دفتر انجمن در یکی از ساختمان‌های اتاق قرار دارد و سخنرانی‌های ماهانه انجمن نیز در محل اتاق واقع در خیابان طالقانی، خانه اندیشمندان علوم انسانی و موسسات و دانشگاه‌های مختلف برگزار می‌شود.
دکتر یعقوب اندایش رئیس انجمن اقتصاد ایران در مراسم بزرگداشت اقتصاددانان گفت امروز مراسم بزرگداشت ۲۰۱ استاد بازنشسته اقتصاد ایران توسط انجمن اقتصاد ایران (انجمن اقتصاددانان ایران سابق) با همکاری خانه اندیشمندان علوم انسانی برگزار می‌شود. این رویداد می‌تواند فرصتی باشد تا حلقه ارتباطی میان اقتصاددانان نسل گذشته و نسل شاغل فعلی، پژوهشگران و دانشجویان اقتصاد تقویت شود؛ ارتباط‌ها و پیوندهایی که در ایران معمولاً به‌سرعت کمرنگ شده و به جدایی می‌گراید. با اینکه افزایش امید به زندگی و طبیعت فعالیت استادان از نوع فکری است و با تحلیل قوای جسمی حتی تا واپسین سال‌های عمر امکان بهره‌برداری و خوشه‌چینی از این سرمایه‌های ارزشمند وجود دارد، معمولاً ارتباط اکثر استادان پس از سه یا چهار دهه کار و تلاش با دانشگاه، مراکز علمی، رسانه‌ها و دانشجویان قطع می‌شود و از این سرمایه‌های اجتماعی استفاده وافی و کافی نمی‌شود.
با نگاهی به چند دهه پیش و با توجه به محدود بودن تعداد دانشکده‌های اقتصاد و درنتیجه تعداد دانشجویان و دانش‌آموختگان رشته اقتصاد در آن زمان مشخص می‌شود که مشارکت اقتصاددانان در بدو تأسیس انجمن اقتصاددانان ایران در اوایل دهه ۵۰ شمسی و عضوگیری برای انجمن در حد بالا و بسیار خوبی بوده و مؤسسان انجمن همزمان با شور و نشاط، تشکل‌های مختلف اقتصادی، دانشکده‌ها و مراکز تحقیقاتی را بنا نهادند و به این ترتیب، مسئولیت اجتماعی خود را به انجام رسانده و ماندگار شدند، اما اکنون انگار به نسل شاغل و بازنشسته احساس نیاز نمی‌شود؛ در نتیجه به‌جز معدودی که وارد سیاست و تعامل شده‌اند، اکثر آنها به گوشه عزلت خزیده‌اند. بی‌شک علم اقتصاد محدود به زمان و مکان نیست و همواره همه کشورهایی که از آن بهره گرفته‌اند، به دستاوردهایی در زمینه رفاه دست یافته‌اند. استادان، هم در عرصه آموزش علم اقتصاد و هم در قبال جامعه مسئولیت دارند.
برای ساماندهی چنین مسئولیتی غیر از مراکز آموزشی معمولاً انجمن‌های علمی شکل می‌گیرند. انجمن اقتصاد ایران هم که یک‌بار در سال ۱۳۵۱ مجوز علمی را از وزارت علوم وقت و بار دیگر در سال ۱۴۰۱ از وزارت علوم، تحقیقات و فناوری و کمیسیون انجمن‌های علمی ایران اخذ کرده، به‌منظور گسترش، پیشبرد و ارتقای دانش اقتصاد، بهبود کیفیت آموزش علوم اقتصادی، توسعه تحقیقات اقتصادی و کمک علمی به حل مسائل اقتصادی کشور و توسعه کیفی نیروهای متخصص و بهبود امور آموزشی و پژوهشی در زمینه علوم اقتصادی تشکیل شده است که در وهله اول با مشارکت استادان و پژوهشگران اقتصادی قوی می‌شود، سپس مسوولیت اجتماعی خود را برای توانمندسازی حاکمیت، بخش خصوصی، جامعه و دانش‌آموختگان اقتصاد بیش از پیش به انجام می‌رساند.
استادان اقتصاد در ایجاد سرمایه انسانی نقش پررنگی دارند و در دهه‌های گذشته دانشجویان زیادی را تربیت کرده‌اند و سطح تحصیلات و دانش اقتصادی به مراتب بالا رفته است، اما به دلایلی نتوانسته‌اند در زمینه آنچه از خود انتظار دارند و نیز مردم انتظار دارند بر رشد و توسعه کشور اثرگذار باشند که از مهم‌ترین عوامل می‌توان به اقتصاد رانتی، رانت‌جویی، نحوه حکمرانی، ساختار متمرکز و نامتقارن قدرت، تعارض منافع در تصمیم‌گیری برای انجام اصلاحات، نبود شایسته‌سالاری و جایگاه ضعیف عالمان در تصمیم‌گیری، کارکرد ضعیف نهاد کارفرمایی برای استفاده از سرمایه انسانی به‌منظور ابداع در روش تولید و تفکر حاکم بر نظام اقتصادی که نظام آموزشی و سایر نهادهای اقتصادی و اجتماعی را تحت‌تاثیر قرار داده و به نوعی دولت و بخش خصوصی را بی‌نیاز از علم اقتصاد کرده، اشاره کرد. در این میان بهترین نهادها از کشورهای پیشرفته کپی و ایجاد شده‌اند، اما در ساختار موجود کارکرد ضعیف داشته یا مخرب واقع شده‌اند.
اما ادامه این روند جبران‌ناپذیر است و بیش از پیش وظیفه و مسوولیت استادان و پژوهشگران اقتصادی و همه متخصصان علوم انسانی این است که عزلت و گوشه‌گیری را رها کنند و اگر حتی دولت و کارفرماها احساس نیاز نکنند، خود با مشارکت در نهادهای علمی، رسانه‌ها و آموزش جامعه، اجازه ندهند امید در جامعه از بین برود و آن‌طور که مردم انتظار دارند، راه باریک اثرگذاری را دریابند. انجمن اقتصاد ایران، انجمنی برای همه اقتصاددانان از هر نوع تفکر اقتصادی است و امیدواریم این قدم کوچک انجمن در بزرگداشت ۲۰۱ استاد بازنشسته اقتصاد موجب همدلی و مشارکت بیشتر و به دنبال آن، اثرگذاری روزافزون شود.